# Africa (Petrarca)
Africa è un poema epico in esametri latini composto da Francesco Petrarca.
Dedicato al dotto re di Napoli Roberto d'Angiò, è composto da nove libri, ma proprio per questo forse incompleto perché all'epoca si riteneva che un'opera di grande prestigio dovesse essere composta da 12 o 24 libri; inoltre l'opera presenta lacune al IV e al IX libro.
È la più importante opera latina di Petrarca, per la quale egli fu incoronato poeta in Campidoglio. Il poeta la considerava il suo capolavoro assoluto (ben più valido del Canzoniere secondo i contemporanei), infatti gli valse grande fama in tutta Europa sebbene ne fosse stata divulgata solo una minima parte.

## Storia e descrizione
L'argomento è la Seconda guerra punica, in particolare la biografia di Scipione l'Africano, che sconfigge Annibale invadendo l'Africa in risposta alla sua invasione dell'Italia. La narrazione si concentra in quello che fu uno dei momenti più epici della storia repubblicana di Roma, dalla partenza di Scipione per l'Africa alla vittoria di Zama.
La stesura del poema si verificò in due fasi: una parte fu scritta a Valchiusa dopo la prima visita di Petrarca a Roma (1337); l'altra invece durante i suoi viaggi, a Selvapiana, nei pressi di Canossa, ospite di Azzo da Correggio, signore del luogo. La bozza del poema fu poi completata nel 1343 e da allora revisionata e migliorata fin quasi alla morte di Petrarca, che durante la sua vita non lo volle rendere mai pubblico, forse perché lo giudicava ancora troppo imperfetto, tanto che venne pubblicato solo un trentennio dopo la sua morte, nel 1397: solo i 34 versi sulla morte di Magone, fratello di Annibale, vennero divulgati dal poeta.
Quest'opera ha un particolare valore storico perché contiene le idee del poeta sulla storia romana e sullo stato contemporaneo dell'Italia. Il valore poetico ed estetico generale viene invece oggi definito come scarso, per via dell'ossequiosa lezione del testo di Livio che il Petrarca seguì pedissequamente creando una sorta di storia versificata, talvolta arida e fredda.
I due episodi più notevoli restano comunque la morte di Magone, narrata in maniera elegiaca con toccanti accenni alla vanità delle cose, e la tragica storia d'amore di Sofonisba, di profonda tristezza.
La prima edizione a stampa fu curata a Venezia nel 1501.